# Джадд, Стив
Стив Джадд (англ. Steve Judd) — английский бывший профессиональный снукерист.

## Карьера
В 1991 году Стив Джадд выиграл любительский чемпионат Англии, победив в финале Ронни О'Салливана со счётом 13:10. Вскоре после этого он стал профессионалом и попал в мэйн-тур, но больше не достиг высоких результатов в игре. Всего дважды за карьеру он пробивался в финальную стадию рейтинговых турниров: на Welsh Open 1998 и British Open 1999. Наивысший официальный рейтинг Стива — 74-й (сезон 1995/96). Наивысший брейк — 143 очка (European Open 1993).
После завершения своей профессиональной карьеры в 2001 году Стив Джадд продолжил играть в снукер на любительском уровне. В сезоне 2009/10 он играл в туре PIOS. В 2010 году он дошёл до финала на чемпионате Англии среди ветеранов, а чуть позже принял участие в нескольких этапах Players Tour Championship.